# Stadion im. Złotej Jedenastki Kazimierza Górskiego w Koninie
Stadion im. Złotej Jedenastki Kazimierza Górskiego w Koninie przy ulicy Podwale 1 – największy stadion piłkarski w Koninie, ma 7871 miejsc siedzących (2921 – siedziska, 4950 – ławki). Nie ma oświetlenia, ale posiada bieżnię do rozgrywania zawodów lekkoatletycznych.
Służył on najpierw zespołowi Górnika Konin, a potem Aluminium do rozgrywania meczów ligowych (II liga) i pucharowych (m.in. półfinał Pucharu Polski 1997/98 z Polonią Warszawa 0:0 w rzutach karnych 7:6). W związku ze spadkiem klubu do niższych lig przeniesiono rozgrywanie jego meczów na stadion przy ulicy Dmowskiego, a obiekt użytkowano jako targowisko. Obecnie gra na nim pierwszoligowa drużyna kobiet Medyk Konin. W 2000 na stadionie odbył się mecz eliminacji ME kobiet Polska – Belgia (2:2). Na stadionie odbywały się też liczne mecze pokazowe, między innymi w 1999 roku mecz Olimpiad Specjalnych Polska – Anglia (2:2), Mecz Gwiazdy kontra Orły Górskiego (8:8), a kilka lat wcześniej mecz oldboyów Polski i Holandii.8 października 2014 roku na konińskim stadionie Medyk Konin w meczu Ligi Mistrzyń UEFA podejmował szkocki Glasgow City F.C (2:0,0:0).